# Bell (cráter)

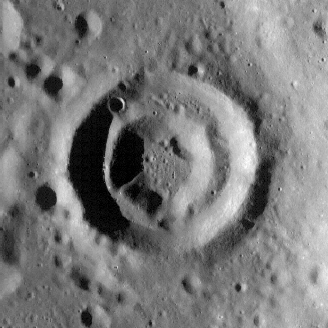
Cráter Bell E. Fotografía de la misión Lunar Reconnaissance Orbiter

Bell es un cráter de impacto lunar que se encuentra en la cara oculta de la Luna, justo a continuación de su extremidad occidental. Se encuentra en un área de terreno que está marcado por muchos cráteres pequeños, algunos de los cuales son cráteres satélite de Bell  que figuran en la tabla siguiente. Bell se halla dentro de los diámetros del cráter Laue al norte y del cráter Helberg (más pequeño) al oeste.
La pared exterior de Bell ha sido erosionada y reconfigurada por impactos posteriores. El cráter satélite Bell Q se encuentra al otro lado del borde sudoeste, y cráteres más pequeños se extiendan más allá de su borde hacia el norte y el este. El suelo interior es relativamente llano, marcado por el cráter Bell E que está desplazado hacia el este del punto medio.

## Cráteres satélite
Por convención estos elementos son identificados en los mapas lunares poniendo la letra en el lado del punto medio del cráter que está más cerca de Bell.
|      | \| Bell \| Coordenadas \| Diámetro \| \| ---- \| ----------------------------- \| -------- \| \| E \| 22°00′N 95°48′O / 22.0, -95.8 \| 15 km \| \| J \| 19°54′N 94°00′O / 19.9, -94.0 \| 18 km \| \| K \| 18°18′N 95°06′O / 18.3, -95.1 \| 18 km \| \| L \| 19°42′N 95°48′O / 19.7, -95.8 \| 23 km \| \| N \| 19°30′N 96°54′O / 19.5, -96.9 \| 18 km \| \| Q \| 20°42′N 97°12′O / 20.7, -97.2 \| 23 km \| \| T \| 21°54′N 98°54′O / 21.9, -98.9 \| 52 km \| \| Y \| 25°24′N 96°42′O / 25.4, -96.7 \| 23 km \| |          |
| Bell | Coordenadas | Diámetro |
| E    | 22°00′N 95°48′O / 22.0, -95.8 | 15 km    |
| J    | 19°54′N 94°00′O / 19.9, -94.0 | 18 km    |
| K    | 18°18′N 95°06′O / 18.3, -95.1 | 18 km    |
| L    | 19°42′N 95°48′O / 19.7, -95.8 | 23 km    |
| N    | 19°30′N 96°54′O / 19.5, -96.9 | 18 km    |
| Q    | 20°42′N 97°12′O / 20.7, -97.2 | 23 km    |
| T    | 21°54′N 98°54′O / 21.9, -98.9 | 52 km    |
| Y    | 25°24′N 96°42′O / 25.4, -96.7 | 23 km    |